# M/S Vike
M/S Vike, tidigare FOB TRIM och IST Mermaid, är en svensk passagerarfärja som sedan 26 juni 2018 trafikerar Helsingborg-Bäckviken på ön Ven under sommartid, samt gör fisketurer och andra event-relaterade turer. Fartyget togs över av det svenska rederiet Hartford Rederi AB och byggdes om för passagerartrafik under våren 2018.   Rederiet har sedan 2022 även det större passagerarfartyget M/S Tilda som gjort Venturer från Malmö.
Tidigare var fartyget danskt stationerat i IJmuiden i Nederländerna som servicefartyg för transport av personal till vinkraftverk i Nordsjön mellan 2007 och 2016, blev därefter såld till Bergen i Norge, och sedan 2018 har skeppet Landskrona som hemmahamn.